# Volkswagen up!
Volkswagen up! (type AA) er en mikrobil fra Volkswagen. Den tilhører New Small Family-serien og er i Europa efterfølger for Volkswagen Fox. Produktionen startede i december 2011, og bilen kom på markedet i Tyskland den 3. december 2011 og i hele Europa i april 2012.

## Om navnet
Navnet up! er de to midterste bogstaver i navnet på Volkswagens første mikrobil, Lupo,[kilde mangler] som var i produktion i årene 1998 til 2005.

## Modelhistorie
Bilen er en del af New Small Family-byggekassesystemet, som ud over up! også omfatter de næsten identiske søstermodeller SEAT Mii og Škoda Citigo. Karrosserierne er ikke ret forskellige fra mærke til mærke; udvendigt begrænser forskellene sig til kofangere, motorhjelm og kølergrill.
Samtlige model- og mærkevariationer til det europæiske marked fremstilles hos Volkswagen Slovakia i Bratislava. Til det russiske marked foregår montagen af bilen hos Volkswagen Group Rus ved Kaluga. Til nogle markeder er der planlagt montage på fabrikken ŠkodaAuto India.

### Varianter
De første biler blev leveret i Danmark i marts 2012.
Siden maj 2012 har bilen ligeledes fandtes som femdørs.
I november 2012 tilkom naturgasversionen eco up!, som dog ikke markedsføres i Danmark. eco up! findes både som tre- og femdørs og har et CO2-udslip på 79 g/km. Drejningsmomentet ligger på 90 Nm og topfarten på 164 km/t. Forbruget er 2,9 kg naturgas pr. 100 km. eco up! koster ca. 2000 € mere end benzinversionen.
I 2013 fulgte en rent eldrevet version med navnet e-up! og en rækkevidde på op til 160 km.
Varebilsudgaven load up! har fire døre, men kun to siddepladser, og lastrummet er adskilt fra førerkabinen ved hjælp af et gitter.
Den begrænset terrængående cross up! kom på markedet i 2014, men findes kun med fire døre.
På GTI-træffet ved Wörthersee præsenterede Volkswagen i maj 2017 modellen up! GTI. Konceptet og effekten på modellen med 85 kW (115 hk) og seks gear orienterer sig mod Golf I GTI fra 1976. Den serieproducerede version kom på markedet i januar 2018.
- Tredørs (2011−2016) bagfra
- Femdørs (2012−2016) bagfra
- Kabine (2011−2016)
- Volkswagen eco up!
- SEAT Mii tredørs (2011−2016)
- SEAT Mii tredørs (2011−2016) bagfra
- Škoda Citigo femdørs (2012−2016)
- Škoda Citigo femdørs (2012−2016) bagfra

## Udstyr
I december 2011 startede produktionen og salget af den tredørs grundversion. Denne og den i starten af 2012 introducerede femdørsudgave findes i tre forskellige udstyrsversioner. De tre standardversioner af up! er:
- take up!, basismodel med ABS og airbags
- move up!, som take up! samt højdejusterbart førersæde, delt fremklappeligt bagsæderyglæn, el-ruder foran og centrallåsesystem
- high up!, som move up! samt tågeforlygter, cd/mp3-radio og klimaanlæg

Ved introduktionen fandtes modellen kun med en trecylinderrækkemotor på 1,0 liter. Den ydede 44 kW (60 hk) eller 55 kW (75 hk) ved et brændstofforbrug på 4,5 til 4,7 liter pr. 100 km og tilhørte energiklasse C. I praksistest er forbrugs- og emissionsværdier for Volkswagen up! delvist målt med denne motor.
Som ekstraudstyr kan up! leveres med BlueMotion-teknologi. Denne model i energiklasse B udmærker sig ved et lavere brændstofforbrug på 4,1 til 4,2 liter pr. 100 km. Disse lavere værdier opnås ved hjælp af et start/stop-system samt et system til bremseenergigenvinding i kombination med en specielt afstemt undervogn og på take up! og move up! ligeledes rullemodstandsoptimerede dæk.

### Specialmodeller
up! findes også i versionerne black up! og white up! med blandt andet 16" hjul, tonede side- og bagruder og navigationssystem fra high up!. Det funktionelle udstyr (radio, el-ruder, klimaanlæg osv.) er identisk med high up!, hvorfra modellerne adskiller sig gennem kabineindretningen og det udvendige udseende.
I februar 2013 kom cheer up! på markedet. Bilen er som standard udstyret med 15" alufælge "Spoke Anthracite" og audiosystemet RCD 215. cheer up! er ligeledes udstyret med flere specielle designelementer såsom kromindrammede tågeforlygter fra high up!.
Specialmodellen up! IQ Drive tilkom i januar 2019.

## Modelændringer
Siden femdørsudgavens introduktion i maj 2012 har up! (undtagen take up!) som ekstraudstyr kunnet leveres med automatiseret manuel gearkasse (ASG).
Listen over standardudstyr har siden juni 2012 også omfattet en bjergigangsætningsassistent.
Med modelåret 2015, som startede i maj 2014, blev et dæktrykskontrolsystem tilføjet standardudstyret. Samtidig blev bakkameraet "Rear Assist" omdøbt til "Rear View", og cross up! kunne også konfigureres med designpakken "Black Style". Tonede side- og bagruder kunne nu leveres uafhængigt af sportspakken, som nu også omfattede en sort taghimmel.
I 2016 gennemgik up! et facelift, hvor en motor med direkte benzinindsprøjtning og turbolader tilkom. Desuden fik de nye forlygter LED-kørelys, og kofangere og baglygter blev modificeret. Kabinen fik et nyt infotainmentsystem. I forbindelse med ekstraudstyret "maps + more" benyttes ikke længere en aftagelig billedskærm, men derimod ens egen smartphone som visningsenhed. Denne kan forbindes med kabel eller Bluetooth.
- Volkswagen high up! femdørs (2016−)
- Volkswagen high up! femdørs (2016−) bagfra
- Kabine (2016−)
- Volkswagen up! GTI på IAA 2017
- up! GTI bagfra
- Škoda Citigo femdørs (2017−2019)
- Škoda Citigo femdørs (2017−2019) bagfra

Škoda Citigo fik nye lygter med LED-kørelys i 2017 og et mindre facelift i 2018.
Škoda Citigo og Seat Mii fik ikke glæde af de nye TSI-motorer, og kunne derfor stadig kun fås med 60 eller 75 hk MPI motorer.
Søstermodellerne SEAT Mii og Škoda Citigo udgik af produktion i juli 2019, men blev i starten af 2020 genintroduceret som elbiler.

## Årets Bil i Danmark 2013
Den 24. oktober 2012 kårede den danske motorpresse Volkswagen up! sammen med de næsten identiske SEAT Mii og Škoda Citigo til Årets Bil i Danmark 2013.

## Salgstal
Volkswagen up! nåede at være den mest solgte bil i Danmark fra august 2012 og de følgende 29 måneder, men blev i januar 2015 overgået af Peugeot 108.

## Mål
Den tredørs grundmodel er 3540 mm lang, 1641 mm (med sidespejle 1910 mm) bred og 1489 mm høj, og akselafstanden er 2420 mm. Bilen har en vendekreds på ca. 9,8 m og kan laste ca. 400 kg. Bagagerummet kan rumme 251 liter og kan ved at klappe bagsædet frem udvides til 951 liter. cW-værdien ligger på 0,32.

## Sikkerhed
I Euro NCAP's kollisionstest fik bilen i år 2011 en vurdering på fem stjerner ud af fem mulige. For personsikkerhed for voksne fik den testede bil en vurdering på 89% og for børn 80 %. Fodgængersikkerheden fik bilen 46 % point for, og for standardmonteret sikkerhedsudstyr 86 % af det højst mulige pointantal.
Til standardudstyret hører seks airbags og som ekstraudstyr en nødbremseassistent. Nødbremseassistenten registrerer med en lasersensor andre køretøjer, som bevæger sig i bilens køreretning. Hvis bilen kører langsommere end 30 km/t advarer systemet føreren, og hvis denne ikke reagerer bremser bilen selv. Derudover har bilens hovedairbags til fører og forsædepassager.
I slutningen af 2019 blev up! igen kollisionstestet, men fik nu kun tre ud af fem mulige stjerner.

## Tekniske data
| | 1.0 MPI                                                               | 1.0 MPI                                                               | 1.0 TSI                                             | 1.0 GTI                   | eco up!                                                              | e-up!                    | e-up!                |
| Byggeår | 12/2011−                                                              | 12/2011−7/2019                                                        | 9/2016−5/2019                                       | 1/2018−                   | 11/2012−                                                             | 10/2013−8/2019           | 9/2019−              |
| Motordata |                                                                       |                                                                       |                                                     |                           |                                                                      |                          |                      |
| Motorserie | EA211                                                                 | EA211                                                                 | EA211                                               | EA211                     | EA211                                                                |                          |                      |
| Motortype | R3-benzinmotor                                                        | R3-benzinmotor                                                        | R3-benzinmotor                                      | R3-benzinmotor            | R3-benzinmotor                                                       | Synkronmotor             | Synkronmotor         |
| Antal ventiler pr. cylinder                                                                                            | 4                                                                     | 4                                                                     | 4                                                   | 4                         | 4                                                                    | −                        | −                    |
| Ventilstyring | DOHC, tandrem                                                         | DOHC, tandrem                                                         | DOHC, tandrem                                       | DOHC, tandrem             | DOHC, tandrem                                                        | −                        | −                    |
| Fødesystem | Multipoint                                                            | Multipoint                                                            | Direkte                                             | Direkte                   | Multipoint                                                           | −                        | −                    |
| Trykladning | –                                                                     | –                                                                     | –                                                   | Turbolader, ladeluftkøler | −                                                                    | −                        | −                    |
| Køling | Vandkøling                                                            | Vandkøling                                                            | Vandkøling                                          | Vandkøling                | Vandkøling                                                           | −                        | −                    |
| Boring × slaglængde | 74,5 × 76,4 mm                                                        | 74,5 × 76,4 mm                                                        | 74,5 × 76,4 mm                                      | 74,5 × 76,4 mm            | 74,5 × 76,4 mm                                                       | −                        | −                    |
| Slagvolume | 999 cm³                                                               | 999 cm³                                                               | 999 cm³                                             | 999 cm³                   | 999 cm³                                                              | −                        | −                    |
| Kompressionsforhold | 10,5:1                                                                | 10,5:1                                                                | 10,5:1                                              | 10,5:1                    | 10,5:1                                                               | −                        | −                    |
| Maks. effekt ved omdr./min.                                                                                            | 44 kW (60 hk) 5000                                                    | 55 kW (75 hk) 6200                                                    | 66 kW (90 hk) 5200−5500                             | 85 kW (115 hk) 5000−5500  | 50 kW (68 hk) 6200                                                   | 60 kW (82 hk) 2800−12000 | 61 kW (83 hk)        |
| Maks. drejningsmoment ved omdr./min.                                                                                   | 95 Nm 3000−4300                                                       | 95 Nm 3000−4300                                                       | 160 Nm 1500−3500                                    | 200 Nm 2000−3500          | 90 Nm 3000                                                           | 210 Nm 0−2800            | 212 Nm               |
| Udstødningsnorm | Euro 5 (12/2011−5/2015) Euro 6 (5/2015−8/2018) Euro 6d-TEMP (8/2018−) | Euro 5 (12/2011−5/2015) Euro 6 (5/2015−8/2018) Euro 6d-TEMP (8/2018−) | Euro 6 (9/2016−9/2018) Euro 6d-TEMP (9/2018−5/2019) | Euro 6d-TEMP              | Euro 5 (11/2012−5/2015) Euro 6 (5/2015−9/2018) Euro 6d-TEMP (9/2018) | −                        | −                    |
| Kraftoverførsel |                                                                       |                                                                       |                                                     |                           |                                                                      |                          |                      |
| Drivende hjul | Forhjul                                                               | Forhjul                                                               | Forhjul                                             | Forhjul                   | Forhjul                                                              | Forhjul                  | Forhjul              |
| Gearkasse (standardudstyr)                                                                                             | 5-trins manuel                                                        | 5-trins manuel                                                        | 5-trins manuel                                      | 6-trins manuel            | 5-trins manuel                                                       | 1-trins                  | 1-trins              |
| Gearkasse (ekstraudstyr)                                                                                               | 5-trins semiautomatisk                                                | 5-trins semiautomatisk                                                | −                                                   | −                         | −                                                                    | −                        | −                    |
| Præstationer |                                                                       |                                                                       |                                                     |                           |                                                                      |                          |                      |
| Topfart | 160 km/t [162 km/t]                                                   | 171 km/t [172 km/t]                                                   | 185 km/t                                            | 196 km/t                  | 165 km/t                                                             | 130 km/t                 | 130 km/t             |
| Acceleration 0-100 km/t                                                                                                | 14,4 sek. (16,7 sek.)                                                 | 13,0 sek. (14,9 sek.)                                                 | 9,9 sek.                                            | 8,8 sek.                  | 16,3 sek.                                                            | 12,4 sek.                | 11,9 sek.            |
| Brændstofforbrug pr. 100 km, liter bykørsel/landevejskørsel/blandet (efter EØF-retningslinje 70/220, NEFZ) (Blyfri 95) | 5,6/3,9/4,5 [4,9/3,7/4,1] (4,7/3,7/4,1)                               | 5,9/4,0/4,7 [4,9/3,7/4,1] (4,9/3,8/4,2)                               | 5,5/3,8/4,4                                         | 6,0/4,1/4,8               | −                                                                    | −                        | −                    |
| Brændstofforbrug pr. 100 km, kg bykørsel/landevejskørsel/blandet (efter EØF-retningslinje 70/220, NEFZ) (Naturgas)     | −                                                                     | −                                                                     | −                                                   | −                         | 3,7/2,5/2,9                                                          | −                        | −                    |
| Strømforbrug ved blandet kørsel                                                                                        | −                                                                     | −                                                                     | −                                                   | −                         | −                                                                    | 11,7 kWh/100 km          | 12,7−12,9 kWh/100 km |
| CO2-udslip ved blandet kørsel                                                                                          | 105 g/km [96 g/km] (95 g/km)                                          | 108 g/km [96 g/km] (97 g/km)                                          | 101 g/km                                            | 110 g/km                  | 82 g/km                                                              | −                        | −                    |
| Energiklasse | C [B]                                                                 | C [B]                                                                 | B                                                   | C                         | A+                                                                   | A+                       | A+                   |

1. ↑  Denne motor findes ikke på det danske modelprogram
2. ↑  Data gælder i naturgasdrift
3. ↑  Afvigende værdier i kantede parenteser for BlueMotion-versioner, og i runde parenteser for versioner med semiautomatisk gearkasse

Benzinmotorerne er af fabrikanten godkendt til brug med E10-brændstof.

## Volkswagen e-up!
e-up! er en batteridrevet version af up!.

### Første generation
e-up! blev præsenteret som konceptbil på Frankfurt Motor Show 2009, og kom på markedet i slutningen af november 2013.
I stedet for en forbrændingsmotor drives e-up! af en elektromotor med 40 kW (54 hk). Kortvarigt, f.eks. ved overhaling, kan motoren yde op til 60 kW (82 hk) og have et maksimalt drejningsmoment på 210 Nm. Motoren ligger foran og driver forhjulene. Den til driften nødvendige energi oplagres i en på bilens bund monteret, 240 kg tung lithium-ion-akkumulator med en kapacitet på 18 kWh. Batteriet kan oplades hurtigt, så det efter at have været helt afladet kan være op til 80 % opladet på en time. En normal opladning over lysnettet tager 8 timer, og ladestikdåsen er monteret bagest til højre. Akkumulatoren består af i alt 204 dele i 17 moduler, som efter behov kan udskiftes enkeltvist. Under opladningen kan det 1,4 m² store solcelletag understøttes eller kabinen kan afkøles med klimaanlægget.
Med fuldt opladet batteri har bilen en rækkevidde på 130 km og en topfart på 130 km/t. Til acceleration fra 0 til 100 km/t behøver e-up! 12,4 sekunder, og til den i bykørsel relevante acceleration fra 0 til 50 km/t 3,5 sek.
"e-up!"-prototypen er med en længde på 3,19 m kortere end den almindelige up!, mens bredden (1,64 m) og højden (1,47 m) derimod ikke adskiller sig ret meget fra den benzindrevne udgave. Bilens reducerede længde udlignes til dels i kabinen gennem en dybdereduktion af instrumentbrættet og en fremrykning af det forreste passagersæde. På trods af disse forhold betragtes sædet bag førersædet som nødsæde, så bilen kaldes en 3+1-personers. De to separate bagsæder kan klappes frem enkeltvis, så bagagerummet på 85 liter kan forstørres over 180 liter til 320 liter. Egenvægten er 1085 kg.
Bagagerummet kan rumme 195-795 liter, mens egenvægten ligger på 1214 kg. Listeprisen starter ved 26.900 €.
I starten af 2014 fulgte en udgave af Golf med lignende teknologi.
I slutningen af 2014 fulgte en firedørs varebilsudgave med navnet e-load-up!. Ved en nyttelast på 285 kg og et lastrum på 990 liter henvender bilen sig blandt andet til serviceteknikere, mobile plejetjenester samt kurértjenester og pizzabude.
Både standardudstyr og pris blev reduceret i november 2018. Den nye listepris var 22.975 €. Fra den 25. januar 2019 kunne modellen ikke længere bestilles.
I april 2019 blev alle e-up! produceret til og med marts 2017 tilbagekaldt på grund af en fejl i batterihuset, hvor der kunne trænge fugt ind.
- Førseriebil på Hannover Messe 2013
- En e-load-up! i 2015 på udstillingen Hannover aufgeladen! på Historisches Museum Hannover
- Motorrum e-up!

### Anden generation
I september 2019 blev detaljerne om den nye e-up! offentliggjort. Modellen har ifølge WLTP en batterikapacitet på 32,3 kWh og en rækkevidde på 260 km. Listeprisen begynder ved 21.975 €. Batteriet består nu af 168 dele (84 dele i serie, hvoraf de to celler er serieforbundet) med hver 60 Ah kapacitet og en samlet vægt på 248 kg. Drivlinjen er næsten uændret, dog er effekten steget minimalt til 61 kW (83 hk) og drejningsmomentet til 212 Nm. Opladerens effekt er nu øget til 7,2 kW (16 A, tofaset). Mod merpris kan der fortsat leveres en lynlader med op til 40 kW.
Batteriet har en garanti på 8 år eller 160.000 km. Ved hjælp af "maps + more"-appen kan ladeprocessen og klimaanlægget startes, stoppes eller programmeres.

## Prototyper

### Volkswagen up! − prototype fra 2007 med hækmotor
up! blev introduceret som prototype i 2007 på Frankfurt Motor Show.
Prototypen var en todørs mikrobil med en længde på 3,45 m og plads til fire personer. Bredden var 1,63 m og højden 1,50 m. For bedre udnyttelse af kabinen til transport kunne skalsæderne, med undtagelse af førersædet, meget nemt klappes frem eller helt demonteres. Bemærkelsesværdigt for prototypen var hækmotoren, som ikke fulgte med over i den endelige bil. Volkswagen ville, ligesom i andre modeller, benytte allerede i produktion værende byggeelementer. Derfor fik den serieproducerede version gearkasse- og styretøjsdele fra Volkswagen Polo. Dette kunne stort set ikke lade sig gøre i kombination med hækmotor og ville blive rigtig dyrt. En yderligere grund til at man droppede hækmotoren var tekniske problemer med motorkølingen. Også problemer med karrosseriet blev nævnt af Volkswagen. En hækmotor i den endelige bil ville både optage mere plads og forringe bagagerumsvolumen.
- Volkswagen up! (prototype)
- Fra siden
- Bagfra

### Volkswagen space up! − femdørs prototype fra 2008
Den femdørs space up! blev præsenteret som prototype på Washington Motors Show i januar 2008. En variant af bilen er space up! blue med solceller på taget.

### Volkswagen up! Lite − mildhybrid diesel-elbil
up! Lite er en prototype til en firepersoners lavenergibil fra Volkswagen, som blev præsenteret for offentligheden i 2009 på Los Angeles Auto Show. Normforbruget er opgivet til 2,44 l diesel pr. 100 km, svarende til et CO2-udslip på 65 g/km.
Ligesom Lupo 3L TDI har up! Lite gennemgået en speciel optimering af de almindelige up!-komponenter: Dermed er bilens egenvægt gennem brugen af aluminium og magnesium − ved en længde på 3,84 m, en bredde på 1,60 m og en højde på 1,40 m − reduceret til 695 kg cW-værdien er som følge af en tilpasning af bilens kontur og beklædning af bilens front 0,237.
Bilen drives af en tocylindret turbodieselmotor på 0,8 liter med 38 kW (51 hk) samt en 10 kW (14 hk)-elektromotor. Dieselmotorens effekt kan ved at trykke på en kontakt begrænses til 26,5 kW (36 hk). Kun i denne "økologiske modus" opnår bilen de angivne forbrugsværdier. Til kortere køreture kan bilen drives udelukkende af elektromotoren, så dieselmotoren kun "hjælper til" ved behov for højere effekt, f.eks. under overhalinger. Elektromotoren strømfødes af en lithium-ion-akkumulator, som oplades ved genvinding af bremseenergi.
Motorens effekt overgives til drivhjulene med en syvtrins DSG-gearkasse med tørpladekobling.
Prototypens tophastighed er angivet til 160 km/t, og accelerationen fra 0 til 100 km/t tager 12,5 sek.
- Volkswagen up! Lite
- Forfra
- Bagfra
- Letløbsdæk